# Acanthodelta lanipes
Acanthodelta lanipes là một loài bướm đêm trong họ Noctuidae.